# Djedaa
Djedaa è un comune del Ciad situato nel dipartimento di Ouadi Rimé, provincia di Batha. 
È il capoluogo del dipartimento.